# 4-я Краинская дивизия
4-я Краинская дивизия НОАЮ (сербохорв. 4. крајишка дивизија НОВJ / 4. krajiška divizija NOVJ) — военное подразделение Народно-освободительной армии Югославии, созданное из трёх краинских бригад: 2-й, 5-й и 6-й.

## История и боевой путь
Создана 9 ноября 1942 в Гламоче по распоряжению Верховного штаба. Она начала боевые действия в ноябре-декабре 1942 года, нанося контрудары по немецко-хорватским позициям в долинах рек Сана и Уна. Три краинские бригады образовали эту дивизию, а в декабре 1942 года к дивизии добавилась 8-я Краинская ударная бригада. В ходе операции «Вайсс I» столкнулась с 737-м пехотным полком 717-й пехотной дивизии и завязала бой. На помощь полку успели прийти 7-я дивизия СС «Принц Евгений» и 369-я пехотная дивизия.
В ходе войны дивизия билась против врагов чаще в Западной и Центральной Боснии, а также местами вела боевые действия в Далмации с сентября 1943 года. Успешными атаками дивизии были штурмы Босанской-Дубицы и Санского Моста. Также она участвовала в обеих Баня-Лукских операциях и освобождении Травника (в ходе битвы за Травник погиб командир Иосип Мажар). В конце войны участвовала в боях за Сараево и Карловац. 12 мая 1945 близ Зиданового Моста совместно с 3-й ударной и 10-й Краинской  дивизиями приняла капитуляцию 7-й дивизии СС «Принц Евгений» и 373-й пехотной дивизии.